# 哨所

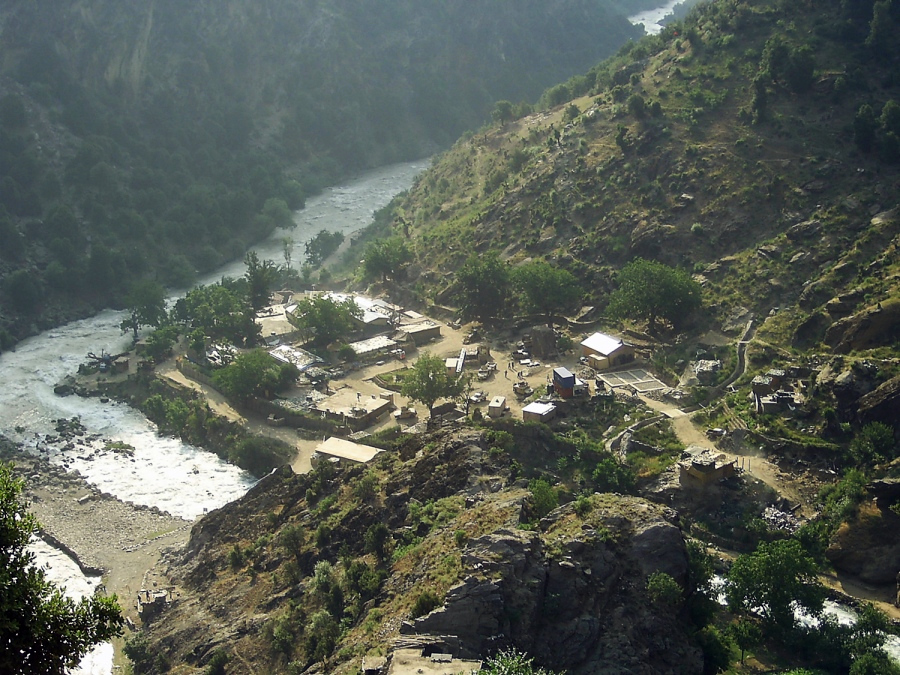
美國在阿富汗努里斯坦省的軍事前哨基地

哨所是位于邊境、偏远地區以及人口稀少地方的軍事設施以及關卡，主要用于防范敵軍以及其他人員的入侵和突然袭击。哨所內駐有警衛以及哨兵。 